# Джессі Родрігес
Джессі Джеймс Родрігес Франко (англ. Jesse James Rodríguez Franco, 20 січня 2000, Сан-Антоніо) — американський професійний боксер, чемпіон світу за версіями WBO (2023) та IBF (2023) у найлегшій вазі і WBC (2022, 2024) та WBO (2025) у другій найлегшій вазі.

## Професіональна кар'єра
Дебютував на профірингу 10 березня 2017 року у віці 17 років у Мексиці, де провів до досягнення 18 років чотири поєдинка.
Впродовж 2017—2021 років провів чотирнадцять переможних боїв.
5 лютого 2022 року в бою проти ексчемпіона світу мексиканця Карлоса Куадраса завоював вакантний титул чемпіона світу за версією WBC у другій найлегшій вазі.
25 червня 2022 року в першому захисті титулу здобув дострокову перемогу у восьмому раунді над іншим ексчемпіоном світу тайським бійцем Срісакет Сор Рунгвісаі.
26 жовтня 2022 року Родрігес звільнив титул, щоб перейти до найлегшої ваги. 8 квітня 2023 року в бою за вакантний титул чемпіона WBO у найлегшій вазі зустрівся з Крістіаном Гонсалесом (Мексика) і, здобувши перемогу одностайним рішенням, став чемпіоном в другій ваговій категорії.
16 грудня 2023 року зустрівся в об'єднавчому бою з чемпіоном світу за версією IBF Санні Едвардсом (Велика Британія).
Поєдинок, у якому Родрігес мав перевагу в ударній міці, завершився після того, як він у дев'ятому раунді надіслав британця у важкий нокдаун і у перерві кут Едвардса вирішив відмовитися від продовження бою.
Здобувши перемогу над Санні Едвардсом, Родрігес вирішив повернутися до другої найлегшої ваги, кинувши виклик чемпіону світу за версією WBC Хуану Франсіско Естрада (Мексика). Поєдинок відбувся 29 червня 2024 року. Американець нокаутував мексиканця у сьомому раунді, завоювавши титул WBC у другій найлегшій вазі вдруге.
19 липня 2025 року вийшов на об'єднавчий бій проти чемпіона WBO Фумелеле Кафу (ПАР) і, завдавши супернику першу поразку технічним нокаутом в десятому раунді, завоював другий титул у другій найлегшій вазі.

## Таблиця боїв
| 22 Перемог (15 нокаутом), 0 Поразок, 0 Нічиїх. |                                 |        |         |      |                 |                                               | |
| Результат                                      | Противник                       | Спосіб | Раунд   | Час  | Дата            | Місце проведення                              | Примітки |
| 22 (22-0)                                      | Фумелеле Кафу (11-0-3)          | TKO    | 10 (12) |      | 19 липня 2025   | Ford Center at The Star, Фриско, Техас        | Захистив титул чемпіона світу за версією WBC і журналу The Ring у другій найлегшій вазі. Завоював титул чемпіона світу за версією WBO у другій найлегшій вазі. |
| 21 (21-0)                                      | Педро Гевара (42-4)             | TKO    | 3 (12)  |      | 29 червня 2024  | Footprint Center, Фінікс, Аризона             | Захистив титул чемпіона світу за версією WBC і журналу The Ring у другій найлегшій вазі.                                                                       |
| 20 (20-0)                                      | Хуан Франсіско Естрада (44-3)   | KO     | 7 (12)  |      | 29 червня 2024  | Footprint Center, Фінікс, Аризона             | Завоював титул чемпіона світу за версією WBC і журналу The Ring у другій найлегшій вазі.                                                                       |
| 19 (19-0)                                      | Санні Едвардс (20-0)            | RTD    | 9 (12)  |      | 16 грудня 2023  | Джіла Рівер Арена, Глендейл, Аризона          | Захистив титул чемпіона світу за версією WBO у найлегшій вазі. Завоював титул чемпіона світу за версією IBF у найлегшій вазі                                   |
| 18 (18-0)                                      | Крістіан Гонсалес (15-1)        | UD     | 12      |      | 8 квітня 2023   | Boeing Center at Techport, Сан-Антоніо, Техас | Завоював вакантний титул чемпіона світу за версією WBO у найлегшій вазі.                                                                                       |
| 17 (17-0)                                      | Ісраель Гонсалес (28-4-1)       | UD     | 12      |      | 17 вересня 2022 | Ті-Мобіл Арена, Парадайз, Невада              | Захистив титул чемпіона світу за версією WBC у другій найлегшій вазі.                                                                                          |
| 16 (16-0)                                      | Срісакет Сор Рунгвісаі (50-5-1) | TKO    | 8 (12)  | 1:50 | 25 червня 2022  | Tech Port Arena, Сан-Антоніо, Техас           | Захистив титул чемпіона світу за версією WBC у другій найлегшій вазі.                                                                                          |
| 15 (15-0)                                      | Карлос Куадрас (39-4-1)         | UD     | 12      |      | 5 лютого 2022   | Footprint Center, Фінікс, Аризона             | Завоював вакантний титул чемпіона світу за версією WBC у другій найлегшій вазі.                                                                                |